# Murau
Murau je mesto, ki leži na skrajnem jugozahodu avstrijske dežele Štajerske.

## Geografija
Murau leži v dolini reke Mure (avstrijsko Mur) med gorovjema Nizke Ture in Gurktalskimi Alpami.  V Murau živi približno 3.700 prebivalcev. Mesto je odvisno od turizma, predvsem od bližnjega smučarskega središča Kreischberg. 
Mesto je poznano tudi po pivovarni in kot eni izmed postaj železnice po dolini reke Mure (Murtalbahn), ki poteka od Mauterndorfa, Salzburška do kraja Unzmarkt na Štajerskem.

## Zgodovina
Območje je bilo poseljeno že v bronasti dobi. V okolici Murau-a naj bi bile tudi rimske naselbine, vendar ni nikakršnih arheoloških dokazov.
V Murau je živel tudi znani srednjeveški pevec Ulrik Liechensteinski, ki je dal v Murau-u postaviti grad. Grad je porušil češki kralj Otokar II., ki je okupiral Štajersko po zmagi v Kresserbrunnu leta 1260. Ulrika so aretirali in poslali v ječo na Moravsko. Liechensteinovo posestvo je bilo obnovljeno, ko je leta 1278 Otokar II. izgubil bitko na Moravskem polju. Ulrikov sin Oton je dal zgraditi gotsko cerkev sv. Mateja, ki so jo gradili od leta 1284 do leta 1296. Leta 1298 Murau dobi pravice mesta, s čimer se začne obsežen razvoj.
Od leta 1480 do leta 1490 je bilo mesto okupirano s strani madžarsko-hrvaškega kralja Matije Korvina. Liechensteinovi ostanejo v Murau-u do poznega 16. stoletja. Od leta 1623 dalje je bilo mesto last Hiše Schwarzenbergov, ki so grad prenovili v sedanjem, renesančnem slogu.
Med drugo svetovno vojno je bila v mestu nastanjena Nemška vojska (Wermacht),ki je zajela nekaj britanskih vojnih ujetnikov. Ob koncu vojne, maja 1945 je skupina lokalnih upornikov osvobodila 8 britancev, ki so pretentali rdečo armado, da je mislila, da so mesto že zasedli Britanci.